# Anna Geislerová
Anna Geislerová, conosciuta anche come Aňa Geislerová (Praga, 17 aprile 1976), è un'attrice ceca.

## Biografia
Ha recitato in molti film, tra i quali Želary e Il ritorno dell'idiota. Ex modella, ha debuttato nel cinema all'età di 12 anni.

## Filmografia
- Pějme píseň dohola (1990)
- Requiem pro panenku (1991)
- Fantaghirò 2 (1992)
- Přítelkyně z domu smutku (1992)
- Fantaghirò 3 (1993)
- Jízda (1994)
- Prima sezóna (1994)
- Výchova dívek v Čechách (1997)
- Il ritorno dell'idiota (1999)
- Kuře melancholik (1999)
- England!, regia di Achim von Borries (2000)
- Kytice (2000)
- Výlet (2002)
- Želary (2003)
- Una cosa chiamata felicità (2005)
- Šílení (2005)
- Kráska v nesnázích (2006)
- Smutek paní Šnajderové (2006)
- Medvídek (2007)
- Ďáblova lest (2009)
- Občanský průkaz (2010)
- Nevinnost (2011)
- Ztracená brána (2012)
- Líbánky (2013)
- Anthropoid, regia di Sean Ellis (2016)
- Il ricevitore è la spia (The Catcher Was a Spy), regia di Ben Lewin (2018)
- Harry Palmer - Il caso Ipcress (The Ipcress File) – miniserie TV, 4 puntate (2022)